# فيك دامون
فيك دامون (بالإنجليزية: Vic Damone) هو مغني وعازف الجاز وكاتب سير ذاتية وكاتب وممثل أمريكي، ولد في 12 يونيو 1928 ببروكلين في الولايات المتحدة، وتوفي في 11 فبراير 2018 في الولايات المتحدة.

## وصلات خارجية
- فيك دامون على موقع IMDb (الإنجليزية)
- فيك دامون على موقع روتن توميتوز (الإنجليزية)
- فيك دامون على موقع ميوزك برينز (الإنجليزية)
- فيك دامون على موقع إن إن دي بي (الإنجليزية)
- فيك دامون على موقع أول ميوزيك (الإنجليزية)
- فيك دامون على موقع ديسكوغز (الإنجليزية)
- فيك دامون على موقع قاعدة بيانات الفيلم (الإنجليزية)